# Ayse Bircan
Ayse Bircan née en 1954, est une militante et écrivaine turque. En tant que jeune organisatrice de gauche en Turquie, elle a été prise pour cible par les autorités et s'est réfugiée en Angleterre, où son travail s'est concentré sur les droits des réfugiés. Son essai Black and Turkish est publié en 1992 dans l'anthologie Daughters of Africa.

## Biographie

### Enfance et éducation
Ayse Bircan est née en 1954,. Elle a grandi à Istanbul, en Turquie,. Son arrière-grand-père fait partie des esclaves achetés par un pèlerin turc à La Mecque, qui le ramène en Turquie, l'affranchit et l'adopte, l'élevant comme l'un de ses propres enfants. Sa mère est issue de la seule famille noire de son village ; on lui a parlé d'un homme qui était également issu de la seule famille noire de son village, et elle s'est enfuie pour l'épouser. Le père de Bircan a suivi une formation autodidacte et a encouragé ses enfants, y compris ses filles, à poursuivre leurs études. En 1971, elle s'inscrit à l'Université d'Istanbul, où elle étudie la sociologie,.
En tant qu'étudiante, Ayse Bircan s'est impliquée dans la politique socialiste et l'activisme des droits des femmes. En 1975, elle devient rédactrice en chef du journal Young Socialist . Cette même année, elle a aidé à organiser İlerici Kadınlar Derneği (tr), qui est une organisation de femmes progressistes, dirigée par Beria Onger. Bircan a travaillé pour cette organisation à Bursa, où il y avait une importante concentration d'ouvrières du textile. Elle est également membre fondateur de l'Association turque pour la paix ,.

## Répression gouvernementale et auto-exil
L'Organisation des femmes progressistes est interdite par le gouvernement après quatre ans d'activité. Ayse Bircan elle-même est devenue une cible pour les autorités et, en 1979, un procès l'a condamnée à six ans de prison pour ses activités politiques. Elle a alors décidé de se cacher, utilisant de fausses identités et déménageant fréquemment,
En 1983, lors d'une nouvelle vague de répression contre les dissidents, elle s'exile en Angleterre. Il a fallu cinq ans de pression sur le gouvernement turc pour que son jeune fils soit autorisé à la rejoindre à Londres,.
Après s'être installée en Angleterre, Ayse Bircan poursuit son activisme, se tournant vers les droits et le soutien aux réfugiés. Elle contribue à la fondation du centre communautaire turc de Londres. Elle travaille aussi avec le Hackney Refugee Training Consortium et le Imece Women's Centre, ainsi que dans le domaine de l'éducation de proximité avec la Refugee Women's Association,,,.
Elle réussit à obtenir son diplôme de sociologie après être retournée à l'université au Royaume-Uni en 1989,. Ayse Bircan travaille comme journaliste et écrivain. Son essai Black and Turkish est présenté dans l'anthologie Daughters of Africa, éditée par Margaret Busby,.

## Vie privée
En 1975, elle épouse un camarade militant kurde. Le couple a un fils,,.